# Inside the Lines (film, 1930)
Pour les articles homonymes, voir Inside the Lines.
Inside the Lines est un film américain d'espionnage sorti en 1930, réalisé par Roy Pomeroy qui est également producteur associé.
C'est un remake de la version muette réalisé en 1918 par David H. Hartford. Il est dans le domaine public depuis 1958.

## Synopsis
Jane Gershon est fiancée à Eric Woodhouse, vivant en Allemagne avant le début de la Première Guerre mondiale. Lorsque la guerre éclate, ils sont forcés de se séparer, mais sont réunis des mois plus tard à Gibraltar, dans la forteresse britannique. Tous deux sont censés être des espions allemands avec l'ordre de détruire la flotte britannique, ancrée dans le port.

## Fiche technique
- Réalisation : Roy Pomeroy
- Scénario : John Farrow, Ewart Adamson d'après la pièce Inside the Lines d'Earl Derr Biggers.
- Producteurs : William LeBaron, Roy Pomeroy
- Photographie : Nicholas Musuraca
- Montage : George Marsh
- Musique : Roy Webb
- Genre : Drame, film d'espionnage[1]
- Production : RKO Radio Pictures
- Durée : 72 minutes
- Date de sortie :
  - États-Unis : 5 juillet 1930

## Distribution
- Betty Compson : Jane Gershon
- Ralph Forbes : Eric Woodhouse
- Montagu Love : Governeur de Gibraltar
- Mischa Auer : Amahdi
- Ivan F. Simpson : Capper
- Betty Carter :Lady Crandall
- Evan Thomas : Major Bishop
- Wilhelm von Brincken : chef du Secret Service
- Reginald Sharland  : Archie